# VAQ-209
Escadron d'attaque électronique 209
L' Electronic Attack Squadron 209 ou VAQ-209, connu sous le nom de "Star Warriors", est un escadron  de chasseur d'attaque  de guerre électronique aéroporté de l'United States Navy Reserve  (USNR) pilotant le EA-18G Growler'  . L'escadron est basé à la Naval Air Station Whidbey Island dans l'État de Washington et fait partie de la Tactical Support Wing de la Réserve navale des États-Unis. Leur indicatif radio est River et leur code de queue est AF.

## Historique
Le VAQ-209 a été établi à la base aéronavale de Norfolk, en Virginie, le 1er octobre 1977, dans le cadre du Carrier Air Wing Reserve Twenty (CVWR-20). L'escadron a d'abord piloté l'EA-6A Intruder. L'escadron a reçu une autorisation spéciale de Lucasfilm pour utiliser le nom et la ressemblance de Dark Vador dans leur livrée.

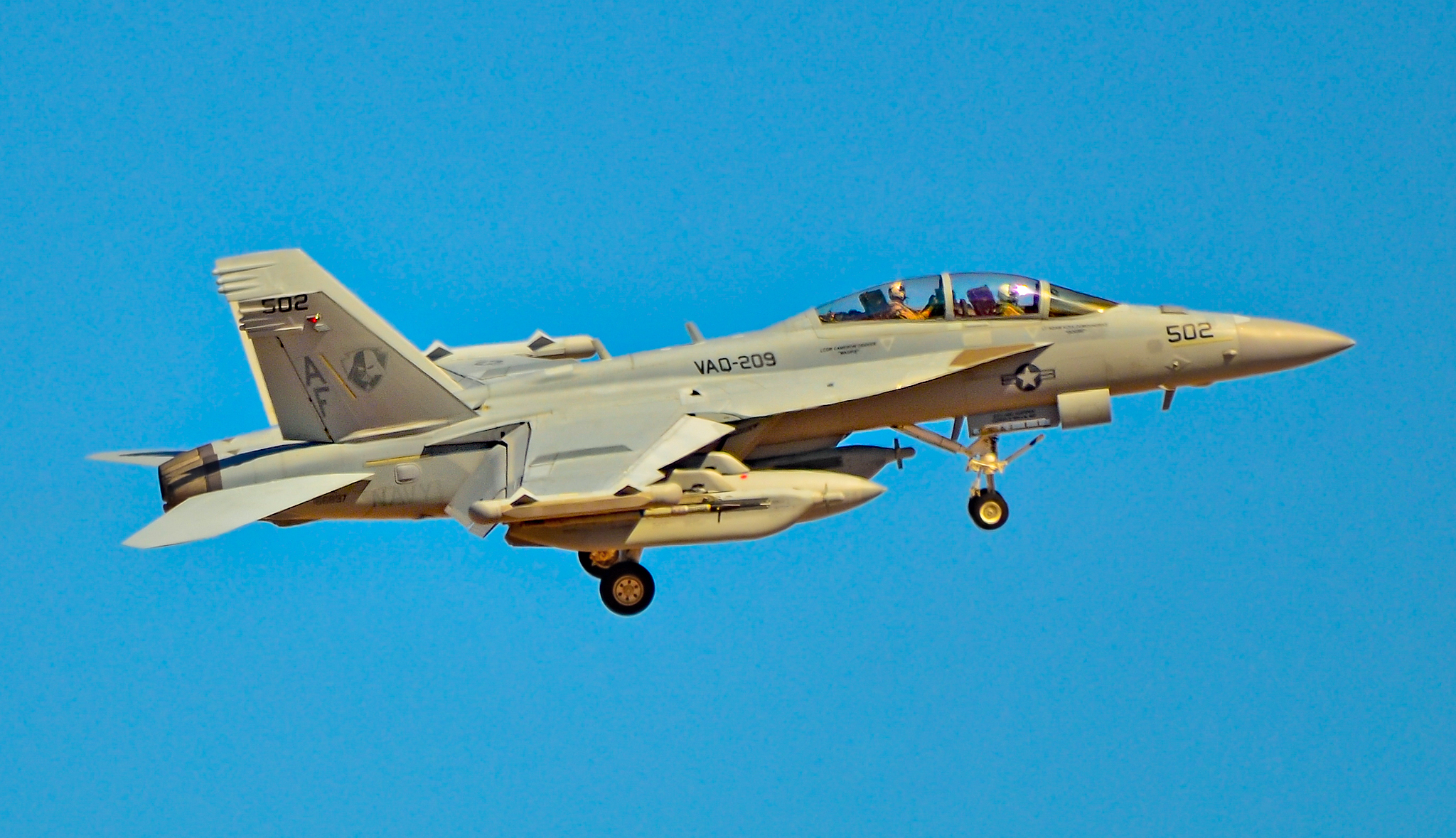
EA-18 Growler (VAQ-209) en 2018

En 1990, le VAQ-209 a déménagé au Naval Air Facility Washington et a commencé à passer au EA-6B Prowler. Cela a amélioré la capacité d'attaque électronique du CVWR-20. En 1995, l'escadron a été déployé pour des opérations de combat au-dessus de la Bosnie et a participé à l'opération Deny Flight et à l'opération Deliberate Force. Du 22 mars au 22 septembre 1995, un détachement de deux avions est déployé à bord du porte-avions USS Theodore Roosevelt (CVN-71) dans le cadre du Carrier Air Wing Eight. 
En 1998, il participe à l'opération Northern Watch et en 1999 à l'opération Force alliée durant la guerre du Kosovo.
En 2001, il est déployé à la Base aérienne de Prince Sultan (Arabie saoudite pour l'opération Southern Watch...